# Viti Rozada
Víctor Álvarez Rozada (Pola de Laviana, 16 de septiembre de 1997), conocido como Viti, es un futbolista español. Juega en la posición de centrocampista y su actual equipo es la U. D. Las Palmas, de la Segunda División de España.

## Trayectoria
Inició su andadura futbolística en el Alcava de su pueblo natal, Pola de Laviana, donde juega desde benjamines a cadetes. De ahí se incorpora al fútbol base del Real Oviedo, ingresando en su equipo cadete en 2012. Desde entonces ha ido pasando por todas las categorías del equipo hasta llegar a debutar en categoría sénior con el Vetusta, el filial del conjunto azul en la Tercera División el 10 de mayo de 2015 con sólo 17 años frente al Lugones. 
Un año más tarde, lo haría con el primer equipo, aun en edad juvenil, el 26 de mayo de 2016 con 18 años. Fue en el partido de liga que enfrentó a los azules frente al C. D. Leganés y que se saldó con derrota azul por 0-1. El entrenador que le hizo debutar en el fútbol profesional fue David Generelo. El 7 de mayo de 2017 renovó con el equipo asturiano y realizó toda la pretemporada con el primer equipo, disputando la mayoría de los partidos. En junio de 2019 promocionó con otros seis compañeros del Vetusta a la plantilla profesional del primer equipo.
El protagonismo alcanzado de la mano de Cuco Ziganda en la temporada 2021-22 supuso la oportunidad de rubricar un nuevo contrato con el conjunto carbayón hasta junio de 2024. En la temporada 2023-24, de la mano del técnico Luis Carrión y debido a las graves lesiones de sus compañeros Mario Hernández y Lucas Ahijado, se reconvirtió a la posición de lateral derecho, cuajando una excelente temporada, en la que perdieron el ascenso a Primera en la final del playoff.
El 1 de julio de 2024 firmó un contrato de tres temporadas con la U. D. Las Palmas de la Primera División de España.

## Clubes
Actualizado a 18 de mayo de 2025.
| Club                       | Div.          | Temporada     | Liga  | Liga  | Copas nacionales | Copas nacionales | Total | Total |
| Club                       | Div.          | Temporada     | Part. | Goles | Part.            | Goles            | Part. | Goles |
| -------------------------- | ------------- | ------------- | ----- | ----- | ---------------- | ---------------- | ----- | ----- |
| Real Oviedo Vetusta España | 3.ª           | 2014-15       | 5     | 0     | —                | —                | 5     | 0     |
| Real Oviedo Vetusta España | 3.ª           | 2015-16       | 15    | 3     | —                | —                | 15    | 3     |
| Real Oviedo Vetusta España | 3.ª           | 2016-17       | 6     | 1     | —                | —                | 6     | 1     |
| Real Oviedo Vetusta España | 3.ª           | 2017-18       | 10    | 2     | —                | —                | 10    | 2     |
| Real Oviedo Vetusta España | 2.ª B         | 2018-19       | 9     | 1     | —                | —                | 9     | 1     |
| Real Oviedo Vetusta España | 2.ª B         | 2019-20       | 12    | 2     | —                | —                | 12    | 2     |
| Real Oviedo Vetusta España | Total club    | Total club    | 57    | 9     | —                | —                | 57    | 9     |
| Real Oviedo España         | 2.ª           | 2015-16       | 2     | 0     | —                | —                | 2     | 0     |
| Real Oviedo España         | 2.ª           | 2017-18       | 7     | 0     | —                | —                | 7     | 0     |
| Real Oviedo España         | 2.ª           | 2018-19       | 14    | 0     | —                | —                | 14    | 0     |
| Real Oviedo España         | 2.ª           | 2019-20       | 2     | 0     | —                | —                | 2     | 0     |
| Real Oviedo España         | 2.ª           | 2020-21       | 16    | 0     | 2                | 1                | 18    | 1     |
| Real Oviedo España         | 2.ª           | 2021-22       | 38    | 2     | —                | —                | 38    | 2     |
| Real Oviedo España         | 2.ª           | 2022-23       | 29    | 2     | 3                | 0                | 32    | 2     |
| Real Oviedo España         | 2.ª           | 2023-24       | 45    | 0     | 1                | 0                | 46    | 0     |
| Real Oviedo España         | Total club    | Total club    | 153   | 4     | 6                | 1                | 159   | 5     |
| U. D. Las Palmas España    | 1.ª           | 2024-25       | 29    | 0     | 1                | 0                | 30    | 0     |
| Total carrera              | Total carrera | Total carrera | 239   | 13    | 7                | 1                | 246   | 14    |

Incluye partidos de 1.ª, 2.ª, 2.ª B, 3.ª asturiana, Copa del Rey y promociones de ascenso